# سيسبان قرمزي
سيسبان قرمزي (الاسم العلمي:Sesbania punicea) هو نوع من النباتات يتبع جنس السيسبان من الفصيلة البقولية.